# Phyllachora gomphandrae
Phyllachora gomphandrae är en svampart som beskrevs av Hosag. 1995. Phyllachora gomphandrae ingår i släktet Phyllachora och familjen Phyllachoraceae.   Inga underarter finns listade i Catalogue of Life.